# アグレ都市デザイン
アグレ都市デザイン株式会社（アグレとしデザイン）は、東京都新宿区西新宿に本社を置く不動産会社である。

## 沿革
- 2009年4月　東京都武蔵野市吉祥寺において設立
- 2015年9月　神奈川県横浜市青葉区にたまプラーザ支店を開設
- 2016年3月　東京証券取引所JASDAQ市場に上場
- 2016年9月　東京都千代田区神田神保町に東京支店を開設
- 2017年4月　東京都渋谷区代官山町にアグレ・デザインオフィス代官山を開設
- 2017年7月　東京証券取引所市場第2部に市場変更
- 2018年7月　東京証券取引所市場第1部に市場変更[1]
- 2020年9月　東京都新宿区西新宿に本店を移転
- 2021年4月　東京都世田谷区奥沢へたまプラーザ支店を移転し、自由が丘支店へ改称
- 2023年10月 東京証券取引所スタンダード市場へ市場変更[2]
- 2023年11月 ハウスバード株式会社がグループイン

## 事業内容
- ハウジング事業 戸建住宅及び戸建用地(宅地)の分譲販売を行っております。戸建用地の仕入れから街区のプランニング、建物の企画・設計、施工管理、販売、アフターメンテナンスまでを一貫して行い、首都圏(東京都、神奈川県、埼玉県、千葉県）、特に多摩地区をメインに事業展開を図っております。
- アセットソリューション事業　 当社グループのアセットソリューション事業は、収益マンション及びマンション等事業用地の販売を行っております。主に、希少性の高いエリアにおいて投資用の賃貸マンションを販売しております。
- 宿泊事業 当社グループの宿泊事業は、空き家や空き別荘を活用した宿泊施設の開業支援及び運営管理を行っております。物件の提案から宿泊施設のコンセプトの策定や設計・施工支援、運営管理まで一貫したサポートを日本全国に展開しております。